# Saint-Constant (Cantal)
Pour les articles homonymes, voir Saint-Constant (homonymie).
Saint-Constant, ou Saint-Constant sur Célé, est une ancienne commune française de la région Auvergne. Située dans le département du Cantal et à 31 kilomètres au sud-ouest d'Aurillac, le village s'étend sur 28,8 km² : cette superficie lui confère la cinquième place sur le canton de Maurs, et la 104e au niveau départemental.
Le 1er janvier 2016, elle devient une commune déléguée au sein de la commune nouvelle de Saint-Constant-Fournoulès.

## Géographie
Localité située dans le Massif central sur le Célé près de sa confluence avec la Rance, c'est la deuxième commune depuis la source du Célé après la commune de Mourjou.
| Maurs       | Maurs                                        | Mourjou    |
| Maurs       | Saint-Constant                               | Fournoules |
| Le Trioulou | Saint-Santin-de-Maurs Saint-Santin (Aveyron) | Fournoules |

## Histoire
Saint-Constant n'a pas toujours appartenu à la Haute-Auvergne, puisqu'en 936 il était dit in pago Ruthenico avec  Montmurat.

## Politique et administration
| Période                                  | Période       | Identité         | Étiquette | Qualité     |
| ---------------------------------------- | ------------- | ---------------- | --------- | ----------- |
| Les données manquantes sont à compléter. |               |                  |           |             |
| mars 1971                                | mars 2008     | Raoul Parra      | DVG       | instituteur |
| mars 2008                                | décembre 2015 | Raymond Fontanel | DVG       | Agriculteur |

## Démographie
L'évolution du nombre d'habitants est connue à travers les recensements de la population effectués dans la commune depuis 1793. À partir du 1er janvier 2009, les populations légales des communes sont publiées annuellement dans le cadre d'un recensement qui repose désormais sur une collecte d'information annuelle, concernant successivement tous les territoires communaux au cours d'une période de cinq ans. 
Pour les communes de moins de 10 000 habitants, une enquête de recensement portant sur toute la population est réalisée tous les cinq ans, les populations légales des années intermédiaires étant quant à elles estimées par interpolation ou extrapolation. Pour la commune, le premier recensement exhaustif entrant dans le cadre du nouveau dispositif a été réalisé en 2004,.
En 2013, la commune comptait 564 habitants, en évolution de −0,18 % par rapport à 2008 (Cantal : −1,19 %, France hors Mayotte : +2,49 %).
| 1793 | 1800 | 1806 | 1821 | 1831  | 1836  | 1841  | 1846  | 1851  |
| ---- | ---- | ---- | ---- | ----- | ----- | ----- | ----- | ----- |
| 896  | 926  | 957  | 902  | 1 022 | 1 112 | 1 141 | 1 220 | 1 193 |

| 1856  | 1861  | 1866  | 1872  | 1876  | 1881  | 1886  | 1891  | 1896 |
| ----- | ----- | ----- | ----- | ----- | ----- | ----- | ----- | ---- |
| 1 127 | 1 100 | 1 088 | 1 089 | 1 049 | 1 011 | 1 024 | 1 062 | 978  |

| 1901 | 1906 | 1911 | 1921 | 1926 | 1931 | 1936 | 1946 | 1954 |
| ---- | ---- | ---- | ---- | ---- | ---- | ---- | ---- | ---- |
| 927  | 942  | 905  | 842  | 796  | 780  | 786  | 786  | 777  |

| 1962 | 1968 | 1975 | 1982 | 1990 | 1999 | 2004 | 2009 | 2013 |
| ---- | ---- | ---- | ---- | ---- | ---- | ---- | ---- | ---- |
| 727  | 704  | 703  | 689  | 659  | 553  | 594  | 561  | 564  |

## Culture locale et population

### Lieux et monuments
- Château de Chaule - Il date du XIIIe siècle. Il ne reste que des ruines.

### Héraldique
| Blason de Saint-Constant | Blason  | Parti d’or et d’azur aux deux croisettes de l’un à l’autre, au comble d’argent chargé de l’inscription ST-CONSTANT en lettres capitales de sable. |
| Blason de Saint-Constant | Détails | Le statut officiel du blason reste à déterminer.                                                                                                  |